# كأس السوبر الأوروبي 1978
كأس السوبر الأوروبي 1978 (بالفرنسية: Supercoupe de l'UEFA 1978)‏ هو الموسم 5 من  كأس السوبر الأوروبي. أشرف على تنظيمه الاتحاد الأوروبي لكرة القدم، وكان عدد الأندية المشاركة فيه  2، وفاز فيه نادي رويال أندرلخت.